# Мусієнки
50°17′22″ пн. ш. 35°26′27″ сх. д. / 50.28944° пн. ш. 35.44083° сх. д.
Мусієнки — колишнє село в Україні. Входило до Улянівської сільської ради Богодухівського району Харківської області. У 1997 село приєднано до села Корбині Івани Код КОАТУУ — 6320888313.
Село знаходиться на відстані 1 км від лівого берега річки Івани. На відстані 1 км від села розташовані села Корбині Івани і Вінницькі Івани.